# Proyecto BIO
El proyecto BIO fue una serie de experimentos argentinos realizados por la CNIE en la década de 1960.
Tenía como objetivo lanzar, en cápsulas, distintos seres vivos al espacio y traerlos de vuelta sanos y salvos.

## Ratón Belisario

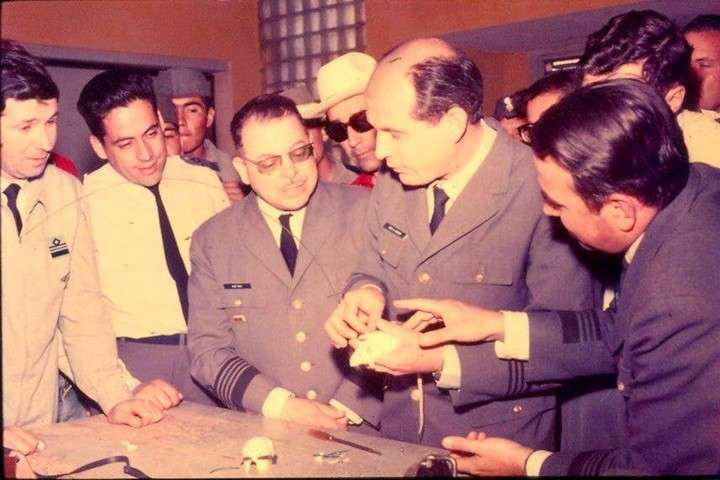
El comodoro Aldo Zeoli presenta a la prensa Belisario.

El 11 de abril de 1967 desde la Escuela de Tropas Aerotransportadas de Córdoba, como parte del Proyecto BIO fue lanzado, por el cohete Yarará, una cápsula con el ratón Belisario, que permaneció 30 minutos en ingravidéz. Fue el primer ser vivo de origen argentino y el cuarto en el mundo en abandonar la atmósfera terrestre y aterrizar sano y salvo de vuelta en la superficie.
Luego le siguieron los ratones Alfa, Gamma, Alejo, Aurelio, Anastasio, Braulio, Benito, Cipriano y Coco, pero todos estos fallaron en el intento de aterrizar.

## Operación Navidad
Como parte del proyecto y por el éxito que tuvo Belisario, el Instituto Nacional de Medicina Aeronáutica y Espacial junto con la CNIE el 23 de diciembre de 1969 lanzaron un mono llamado Juan en un cohete Rigel 4 quien aterrizó con éxito luego de haber abandonado la atmósfera. Hoy en día sus restos se exhiben junto a los de Belisario en el Museo Universitario de Tecnología Aeroespacial de Córdoba.